# مود هيرست
مود هيرست (بالإنجليزية: Maude Hirst)‏ هي ممثلة بريطانية، ولدت في فبراير 1988 في المملكة المتحدة.

## وصلات خارجية
- مود هيرست على موقع IMDb (الإنجليزية)
- مود هيرست على موقع قاعدة بيانات الفيلم (الإنجليزية)
- مود هيرست على موقع كينوبويسك (الروسية)